# Trinkwasserhygiene
Trinkwasserhygiene bezeichnet den Teil der Hygiene, der das Trinkwasser betrifft. Gesetzliche Grundlage sind die EU-Trinkwasserrichtlinien Richtlinie 98/83/EG und Richtlinie (EU) 2020/2184 sowie die jeweiligen nationalen Gesetze und Trinkwasserverordnungen.
Die Trinkwasserhygiene beschäftigt sich mit allen Fragestellungen rund um die möglichen Qualitätsbeeinträchtigungen des Trinkwassers innerhalb von Trinkwasserinstallationen. Gemäß der deutschen Trinkwasserverordnung ist die Übergabestelle des Trinkwassers vom Wasserversorgungsunternehmen an den Endverbraucher das Ende der Hausanschlussleitung (normalerweise der Hauptabsperrhahn im Keller des Gebäudes). Ab dieser Stelle ist der Eigentümer oder der Betreiber der Hausinstallation verantwortlich für die Einhaltung einwandfreier Qualität bis zur Entnahmestelle.

## Vorkommen
Wasser in Trinkwasserrohren sollte stets fließen. Stagniert es über längere Zeit, können sich  Mikroorganismen in höherer Konzentration entwickeln, als dies nach der Trinkwasserverordnung zulässig ist. Grundsätzlich ist Trinkwasser nicht steril und kann unterschiedliche Konzentrationen an mikrobiell nutzbaren organischen Stoffen enthalten. Auch können von Installationskomponenten solche Stoffe an das Wasser abgegeben werden.
Untersuchungen haben gezeigt, dass ein Großteil der Trinkwasserinstallationen, insbesondere im öffentlichen und gewerblichen Bereich, den hygienischen und Regelwerksforderungen nicht gerecht wird. Dies betrifft vorwiegend solche Installationen, welche nicht nach den allgemein anerkannten Regeln der Technik, zusammengefasst in der VDI 6023, geplant, gebaut, betrieben und gewartet werden.
Seit 2023 sensibilisiert der Tag der Trinkwasserhygiene am 01.12. auf dieses Thema, um die Zusammenhänge in die Öffentlichkeit zu tragen.

## Mögliche Qualitätsbeeinträchtigungen
Innerhalb einer Trinkwasserinstallation kann das Trinkwasser eine Reihe von Qualitätsbeeinträchtigungen erfahren. Diese werden unterschieden in:

### Physikalische Qualitätsbeeinträchtigungen
Unter physikalischer Beeinträchtigung versteht man Verfärbungen des Trinkwassers (z. B. durch Rostablagerungen), im Wasser gelösten Kalk oder Geruchsbildung. Dabei stellt Kesselstein die häufigste wahrgenommene Qualitätsbeeinträchtigung dar, z. B. durch verkalkte Kaffeemaschinen und Kalkablagerungen auf oder in sanitären Anlagen.

### Chemische Qualitätsbeeinträchtigungen
Chemische Qualitätsbeeinträchtigungen in der Hausinstallation können entstehen, wenn chemische Substanzen in erhöhten Konzentrationen auftreten. Dazu beitragen können Materialien, die in einer Trinkwasserinstallation direkt mit Wasser in Kontakt stehen. Aus diesen Materialien (z. B. Bleirohren) können sich, insbesondere bei Stagnation des Trinkwassers, Stoffe lösen und ins Trinkwasser übergehen (Migration).

### Biologische Qualitätsbeeinträchtigungen
Trinkwasser ist nicht steril und enthält auch bei Erfüllung aller gesetzlicher Anforderungen Mikroorganismen. Diese lassen sich je nach hygienischer Relevanz in 4 Gruppen einteilen:
- Gruppe 1: Natürliche Flora ohne hygienische Relevanz, Bestandteile von jedem Trinkwasser.
- Gruppe 2: Anstieg der koloniebildenden Einheiten (KBE), Auftreten von Einzellern (z. B. Amöben), Beginn einer hygienischen Relevanz.
- Gruppe 3: Stark erhöhte koloniebildende Einheiten (KBE), Veränderung des Trinkwassers durch Geruch, Geschmack und Aussehen. Hohe hygienische Relevanz.
- Gruppe 4: Auftreten von Krankheitserregern wie z. B. Pseudomonas aeruginosa und Legionellen. Hohe hygienische Relevanz.

Der sogenannte technische Maßnahmenwert der Trinkwasserverordnung liegt bei 100 koloniebildenden Einheiten (KbE) Legionellenbakterien pro 100 ml beprobtem Wasser.

#### Biofilme
Untersuchungen haben gezeigt, dass sich in Trinkwasserinstallationen ein Biofilm bilden kann. Die Bildung eines Biofilmes ist ein komplexer Prozess, der durch verschiedene Faktoren – beispielsweise chemische Zusammensetzung und Nährstoffgehalt des Trinkwassers, Fließgeschwindigkeit, Wassertemperatur, Beschaffenheit der Wandungsoberflächen – beeinflusst wird.
Ein Biofilm in einer Trinkwasserinstallation muss nicht grundsätzlich etwas Schlechtes oder Schädliches sein, doch können bei ungünstigen Strömungsverhältnissen neben einem schlechten Geruch oder Geschmack auch hygienische Probleme dadurch auftreten, dass er eventuell pathogenen Mikroorganismen als Lebensraum dienen kann.

#### Asseln
Eine Kontamination des Leitungssystems mit bis zu 20 mm großen Wasser- und bis zu 8 mm großen Höhlenasseln lässt sich kaum vermeiden. Die Tiere krallen sich an den Rohrwänden fest und sind auch durch Hochdruckspülungen, UV-Bestrahlung, Ultraschall, Chlor oder Ozon kaum zu entfernen. Vermeintliche Rostablagerungen aus der Wasserleitung enthalten häufig größere Mengen Mulm aus Asselkot. Eine Bedrohung der Gesundheit besteht nicht. Um die Asselpopulation in den Leitungen zu begrenzen, versuchen die Wasserwerke, organische Schwebstoffe fernzuhalten. Aus ihnen bilden Pilze und Bakterien in den Leitungen einen Biofilm, von dem sich die Asseln ernähren.

## Ursachen mangelnder Trinkwasserhygiene
Ursächlich sind oft Umnutzungen von Gebäuden und dadurch entstehende Totstränge, entstehende Stagnationen, Überdimensionierungen des Leitungssystems, Erweiterungen des Leitungssystems und dadurch veränderte Strömungsverhältnisse, Missachtung der hygienischen Vorschriften bei der Lagerung, Montage und Inbetriebnahme der Trinkwasserinstallation  oder aber auch ein fehlender hydraulischer Abgleich.
Insbesondere sind für Krankheitserreger wachstumsbegünstigende Temperaturverhältnisse in Trinkwasseranlagen als eine der Hauptursachen aufzuführen.
Zusammengefasst bedeutet dies, dass hygienische Probleme meist dann auftreten, wenn die allgemein anerkannten Regeln der Technik bei Planung, Bau und Betrieb nicht eingehalten werden.

### Stagnation
Die DIN EN 1717 fordert eine Spülung von Leitungen nach einer längeren Stagnation, da es zu einer Anreicherung des stehenden Wassers mit gelösten und suspendierten Stoffen sowie einem Bakterienwachstum kommt.

## Maßnahmen im Bereich der Hausinstallation
Es wird eine Handlungsabfolge empfohlen, welche mit einer Ursachenforschung und entsprechenden Sanierungsmaßnahmen einhergeht. Hygienische Sicherheit sollte im Einklang mit Energieeffizienz und dem sorgsamen Umgang mit natürlichen Ressourcen stehen. Wichtig ist die Gewährleistung des steten Fließens von Wasser und die Vermeidung von Stagnationen. Dazu eignen sich besonders gut intelligente, berührungsfreie Elektronikarmaturen, welche in ein Wassermanagementsystem eingebunden sind. Mit diesen Armaturen können entsprechende Hygienespülungen durchgeführt werden und so die notwendige Zirkulation des Wassers sichergestellt werden.
Im Falle einer bakteriellen Kontamination der Hausinstallation bieten sich eine thermische Desinfektion oder eine chemische Desinfektion an. Grundsätzlich lösen Desinfektionsmaßnahmen die hygienischen Probleme in einer Hausinstallation nur kurzfristig und können eine technische Sanierung in der Regel nicht ersetzen.
Zur Legionellen-Prävention wird neben der Vermeidung von Stagnation auch die Vermeidung des Temperaturbereichs zwischen 25 und 50 °C empfohlen, in dem sich Legionellen-Bakterien am besten vermehren.
Inzwischen weiß man, dass Legionellen auch die vielfach vorgesehene thermische Desinfektion bei Temperaturen über 60 °C überstehen und sich daran gewöhnen können. Um das Bakterienwachstum von vorneherein zu unterdrücken, sollte sich Trinkwasser daher grundsätzlich nicht auf über 20 °C erwärmen oder unter 60 °C gespeichert werden.

## Überprüfung der allgemeinen Anforderungen der TrinkwV im Bereich der Hausinstallation
Die allgemeinen Anforderungen der Trinkwasserverordnung sind im § 4 geregelt. Insbesondere darf eine Schädigung der menschlichen Gesundheit nicht durch Krankheitserreger  zu besorgen sein. Die in den §§ 5 bis 7a gestellten Anforderungen und Parameter werden durch akkreditierte Labore nach DIN EN ISO/IEC 17025 überprüft. Die Einhaltung der allgemein anerkannten Regeln der Technik bei Gewinnung, Aufbereitung und Verteilung von Trinkwasser, wird insbesondere durch akkreditierte technische Inspektionsstellen für Trinkwasserhygiene nach DIN EN ISO/IEC 17020 überprüft.
Die DIN 1988-200 fordert gekennzeichnete (und gegebenenfalls desinfizierbare) Probenahmestellen, um die einwandfreie Beschaffenheit des Trinkwassers prüfen zu können. Die Probenahme soll nach DIN 19458 Zweck b erfolgen.